# フェタチーズ

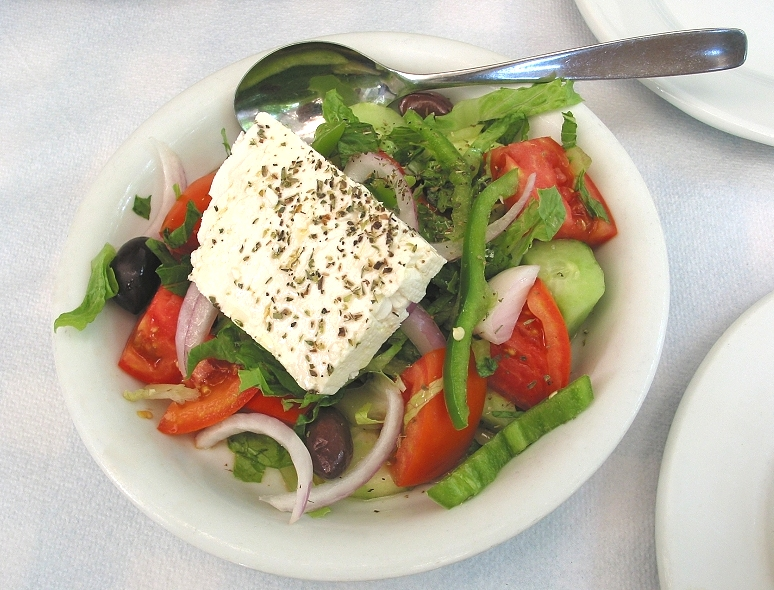
フェタを使ったギリシャのホリアティキサラタ（田舎風サラダ）

フェタ (ギリシア語: φέτα, Feta) は、低温殺菌されていない羊乳、あるいは羊乳と山羊乳の混合乳と、レンネットから作られるギリシャ原産のフレッシュチーズである。羊乳と山羊乳を使用した場合、山羊乳の割合は全体の30パーセント以下でなくてはならない。日本ではフェタチーズとしても知られている。
ギリシャの代表的なチーズで、紀元前8世紀には歴史的文献での記述があり、古代ギリシアの二大叙事詩のひとつであるホメーロスの『オデュッセイア』でも言及されている。

## 概要
白色のねっとりした塊状の外観である一方、その塊はもろく、匂いが強くほんのり刺激的な味と酸味を擁し、食塩水中で熟成させるために強い塩味がある。フェタの特徴的な白い色は、原材料の羊乳と山羊乳には牛乳と違ってカロテンが含まれていない事によるとされている。
ギリシャの食卓に欠かせないチーズで、そのままメゼの1品として、またギリシャ国外ではグリークサラダの名で知られているホリアティキサラタ (Χωριάτικη σαλάτα、田舎風サラダの意味) として食されるほか、スパナコピタやティロピタなどのおかずパイの材料などとしても広く利用されている。

## ギリシャの伝統的チーズとしての地位

フェタの地理的表示の保護を認めている国々の世界における分布地図。
原産国 (ギリシャ)
「地理的表示」を保護
「地理的表示」を保護 (限定条件付き)

フェタと呼ばれるチーズはギリシャ産のほかにデンマーク産、ドイツ産などがあったが、2002年に、欧州委員会は原産地名称保護制度に基づき、フェタの名称をギリシャ産でかつ伝統的手法で生産されたチーズに限り認められる保護原産地呼称（PDO）の製品として保護を認めた。そのため他国産の「フェタ」は2007年10月15日以降名称を変更して販売しなければならないこととなった。
しかし、デンマークは1963年から低温殺菌牛乳から「フェタ」を生産しており、フェタの名称使用には原産地国を限定した保護が認められた後も、「フェタ」の名称を使用してデンマーク産チーズを欧州連合外への輸出と流通を続行した。
2009年には欧州委員会は、デンマークが欧州連合の一員として欧州規制を順守する義務を怠っているとして、欧州司法裁判所への提訴に踏み切った。ギリシャはフェタは6000年も続くギリシャ独自の文化遺産だと主張し、一方でデンマークは、欧州内で「フェタ」の名でチーズを流通させている訳ではなく欧州外の第3国に輸出しており欧州規制の影響を受けない、そして欧州委員会の主張は貿易の障害になると論じた。
2022年7月、欧州司法裁判所は欧州委員会とギリシャの主張を認め、デンマークは欧州規制を順守する義務を怠っていると判断が下った。

## フェタに似たチーズ
イランのパニール、トルコのベヤズ・ペイニル、ブルガリアのシレネ、ルーマニアのブルーンザ、モルダビアのブリンザなど、バルカン半島や中東地方には、フェタと同様の製法のチーズが広く存在する。
絞った生乳をフェタチーズに加工し、保存性を向上させることができるため、シリアなどの半砂漠地帯でも現金収入の手段として盛んに作られている。